# Remilly-les-Pothées
Remilly-les-Pothées é uma comuna francesa na região administrativa de Grande Leste, no departamento das Ardenas. Estende-se por uma área de 9,92 km². Em 2010 a comuna tinha 256 habitantes (densidade: 25,8 hab./km²).